# PyTorch Lightning
PyTorch Lightning  es una biblioteca de Python de fuente abierta  que proporciona una interfaz de alto nivel para PyTorch, un framework de aprendizaje profundo muy popular. PyTorch Relámpago es un marco liviano y de alto rendimiento que organiza el código PyTorch para desvincular la investigación de la ingeniería, haciendo que los experimentos de aprendizaje profundo sean más fáciles de leer y reproducir. Está diseñado para crear modelos escalables de aprendizaje profundo que pueden ejecutarse fácilmente en un hardware distribuido, mientras que mantiene esos mismos modelos independientes del hardware. 
PyTorch Lightning proporciona la máxima flexibilidad para cualquier tipo de investigación y reduce la plantilla de ingeniería necesaria para implementar funciones de IA de última generación.
En 2019, Lightning fue adoptado por NeurIPS Reproducibility Challenge como estándar para enviar código PyTorch a la conferencia.